# 瓦尔瑟博耶尔
瓦尔瑟博耶尔（法語：Valcebollère，法語發音：[valsəbɔjɛʁ] ⓘ）是法国东比利牛斯省的一个市镇，属于普拉德区。

## 地理
瓦尔瑟博耶尔（42°23'14"N, 2°2'7"E）面积26.03 平方千米，位于法国奧克西塔尼大區东比利牛斯省，该省份为法国大陆部分最南部的省份，涵盖了北加泰罗尼亚，北起奥德省，西接阿列日省和安道尔，南与西班牙接壤，东临地中海。
与瓦尔瑟博耶尔接壤的市镇（或旧市镇、城区）包括：克拉尔夫斯、托萨斯、普拉诺拉斯、埃尔、奥塞雅、帕洛德塞尔达涅。
瓦尔瑟博耶尔的时区为UTC+01:00、UTC+02:00（夏令时）。

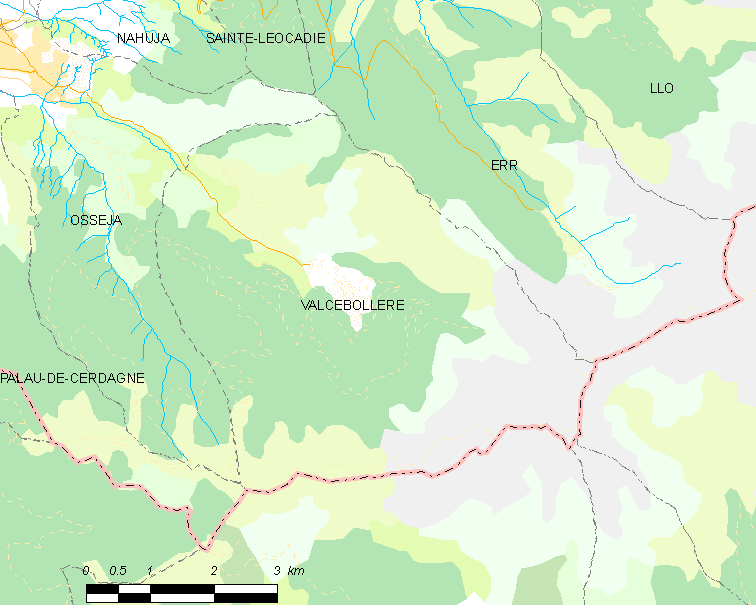
瓦尔瑟博耶尔的OSM定位图

## 行政
瓦尔瑟博耶尔的邮政编码为66340，INSEE市镇编码为66220。

## 政治
瓦尔瑟博耶尔所属的省级选区为加泰罗尼亚比利牛斯县。

## 人口

1962-2008年间瓦尔瑟博耶尔人口变化图示

瓦尔瑟博耶尔于2022年1月1日时的人口数量为35人。